# Beaumont Newhall
Beaumont Newhall (Lynn, Massachusetts, 22 de junio de 1908 - 26 de febrero de 1993) fue un historiador de arte, escritor, comisario de exposiciones y fotógrafo.

## Carrera
Se interesó por la fotografía de joven ya que su madre era fotógrafa. Estudió Historia del Arte en la Universidad de Harvard, graduándose en 1930, y tras licenciarse un año después comenzó un trabajo de restaurador investigando la arquitectura de Cataluña; en 1932 obtuvo una beca para estudiar en París. A partir de 1935 trabajó como bibliotecario para el Museo de Arte Moderno de Nueva York donde en 1937, y para celebrar el 100 aniversario de la invención de la fotografía, Newhall organizó una retrospectiva, a petición de Alfred Barr, que tituló Photography (1839-1937). Para acompañarla escribió un catálogo de 100 hojas que más tarde se convertiría en su libro Historia de la Fotografía (The History of Photography, en inglés). Tras el nombramiento de Edward Steichen como presidente del departamento de fotografía del museo, presentó su dimisión, aunque años después mantuvo diversas colaboraciones.
Entre 1948 y 1958 trabajó como comisario del International Museum of Photography de la George Eastman House, con la colaboración de su esposa Nancy Newhall, y fue nombrado director de ésta entre 1958 y 1971. Fue gracias a su trabajo que la George Eastman House pudo reunir una de las mayores colecciones fotográficas del mundo. Según Newhall la mayor exposición durante su etapa en la Eastman House fue Photo-Eye of the Twenties que organizó de modo conjunto con el Museo de Arte Moderno de Nueva York. A partir de 1971 estuvo colaborando con la Universidad de Arte y Diseño de Santa Fe que dispone de su colección privada.